# Gleißenberg (Burghaslach)

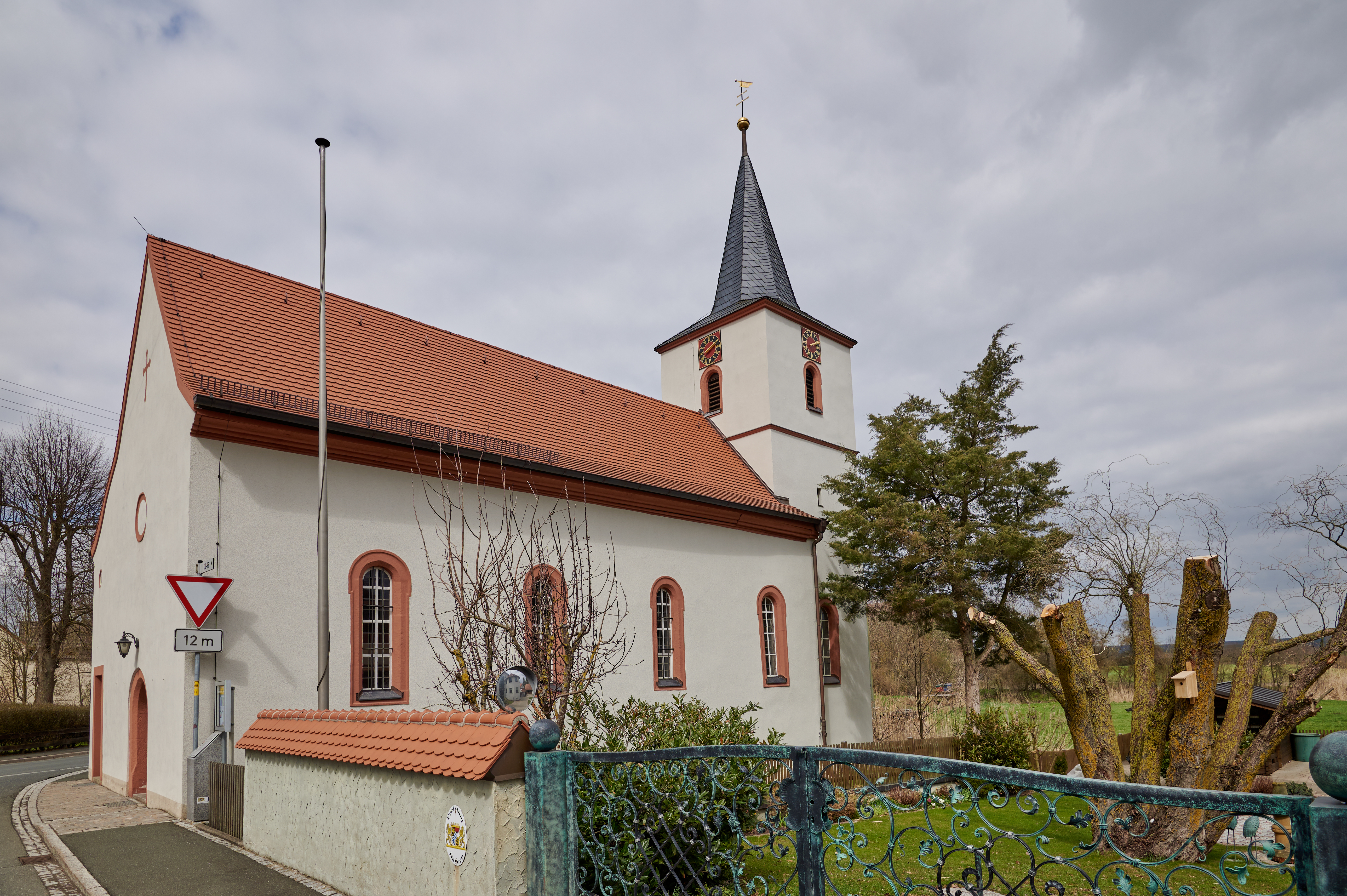
St.-Jakobus-Kirche

Gleißenberg (fränkisch: Glaisnbärch bzw. Glaismbärch) ist ein Gemeindeteil des Marktes Burghaslach im Landkreis Neustadt an der Aisch-Bad Windsheim (Mittelfranken, Bayern). Die Gemarkung Gleißenberg hat eine Fläche von 2,671 km². Sie ist in 440 Flurstücke aufgeteilt, die eine durchschnittliche Fläche von 6069,97 m² haben.

## Lage
Durch das Kirchdorf fließt der Wolfsgraben, ein linker Zufluss des Entengrabens. Die Kreisstraße NEA 2 führt zur Staatsstraße 2261 (0,8 km nordwestlich) bzw. nach Breitenlohe zur Staatsstraße 2256 (2,7 km südwestlich). Die Kreisstraße NEA 3/ERH 19 führt an Ochsenschenkel vorbei nach Oberwinterbach (3 km südlich). Gemeindeverbindungsstraßen führen nach Niederndorf zur St 2261 (1 nordwestlich) und nach Elsendorf zur Kreisstraße BA 50 (2,6 km nordöstlich).

## Geschichte
Der Ort wurde im Würzburgischen Lehenbuch, das zwischen 1303 und 1313 entstanden ist, als „Glizzenberg“ erstmals erwähnt. Das Bestimmungswort des Ortsnamens kann der Personenname Glīʒʒo oder das Verb glīʒen (mhd. für glänzen) sein.
Gleißenberg unterstand ursprünglich den Herren von Grumbach, später den Herren von Danngrieß. Das Lehen fiel an das Markgraftum Brandenburg-Ansbach heim, die es 1770 an die Grafen von Castell verkauften. Sitz des Rittergutes Gleißenberg war das Wasserschloss, welches sich nordöstlich der Kirche befand und 1853 abgerissen wurde.
Im Rahmen der bayerischen Gemeindeedikte (frühes 19. Jahrhundert) wurde Gleisenberg dem Steuerdistrikt Breitenlohe zugewiesen. Wenig später entstand die Ruralgemeinde Gleisenberg, zu der Fallhütte und Ziegelhütte gehörten. Sie unterstand in Verwaltung und Gerichtsbarkeit dem Herrschaftsgericht Burghaslach und in der Finanzverwaltung zunächst dem Rentamt Scheinfeld, nach dessen Auflösung im Jahr 1818 dem Rentamt Iphofen. 1852 kam Gleisenberg an das Landgericht Scheinfeld. Ab 1862 war für die Verwaltung das Bezirksamt Scheinfeld zuständig (1939 in Landkreis Scheinfeld umbenannt) und für die Finanzverwaltung ab 1879 das Rentamt Markt Bibart (1919–1929: Finanzamt Markt Bibart, 1929–1972: Finanzamt Neustadt an der Aisch, seit 1972: Finanzamt Uffenheim). Die Gerichtsbarkeit blieb beim Landgericht Scheinfeld, mit dessen Auflösung kam sie 1879 an das Amtsgericht Scheinfeld. 1875 wurde die Gemeinde nach Gleißenberg umbenannt. 1964 hatte die Gemeinde eine Gebietsfläche von 2,606 km². Am 1. Juli 1972 kam Gleißenberg an den neu gebildeten Landkreis Erlangen-Höchstadt. Am 1. Mai 1978 wurde Gleißenberg im Zuge der Gebietsreform in Bayern nach Burghaslach eingemeindet und kam gleichzeitig zum Landkreis Neustadt an der Aisch-Bad Windsheim.

### Baudenkmäler
- St. Jakobus, evangelische Kirche[15]

ehemalige Baudenkmäler
- Haus Nr. 6: Stattliches zweigeschossiges Wohnstallhaus, verputzt, drei zu fünf Achsen, mit Walmdach auf profiliertem hölzernem Traufgesims. Erbaut Anfang des 19. Jahrhunderts. Erdgeschoss massiv, Obergeschoss Fachwerk. Fensterrahmen unten Haustein, oben Holz, mit profilierten Sohlbänken, zweifach gestuft und geohrt, mit Schlusssteinen. Gemaltes Gurtgesims und gemalte geknickte Eckvorlagen.[16]
- Haus Nr. 8: Angeblich bis 1913 Pfarrhaus. Erdgeschossiges Bauernhaus mit Halbmansarddach auf profiliertem hölzernem Traufgesims, wohl Anfang des 19. Jahrhunderts. Verputzter Massivbau von ehemals drei zu drei Achsen, 1962 verändert. Giebel zur Straße; geknickte Eckvorlagen und bandförmiges Sohlgesims in Fortsetzung des profilierten hölzernen Traufgesims.[16]
- Haus Nr. 25: Zugehörige Scheune aus verputzten Sandsteinquadern. Im Türsturz der kleinen Pforte datiert „1840“. Satteldach mit Hopfengaupe. An den Ecken und an der Einfahrt Pilaster. Runder Brunnenschacht vor dem Haus, aus länglichen Quadern gemauert. Schmiedeiserne Pumpe, um 1900.[16]
- Haus Nr. 29: Erdgeschossiges Wohnstallhaus im Türsturz bezeichnet „IGW / 1810“. Verputzter Massivbau von fünf zu drei Achsen mit Giebel zur Straße.[16]
- Haus Nr. 30–32: Erdgeschossige Traufhäuser mit Satteldach auf profiliertem hölzernem Traufgesims, mit den Giebelseiten zusammengebaut. Verputztes Massivmauerwerk. Haus Nr. 31 im Türsturz bezeichnet „CHB / 1815“. Haus Nr. 32 im Türsturz bezeichnet „GFT / 1822“.[16]

### Einwohnerentwicklung
| Jahr      | 1818  | 1840   | 1852   | 1855   | 1861   | 1867   | 1871   | 1875   | 1880   | 1885   | 1890   | 1895   | 1900   | 1905   | 1910   | 1919   | 1925   | 1933   | 1939   | 1946   | 1950   | 1952   | 1961   | 1970   | 1987   | 2014  |
| Einwohner | 236   | 248    | 224    | 229    | 219    | 212    | 217    | 211    | 227    | 213    | 225    | 225    | 215    | 200    | 217    | 235    | 233    | 202    | 180    | 268    | 243    | 205    | 185    | 189    | 167    | 165   |
| Häuser    | 50    | 28     |        |        |        |        | 36     |        |        | 44     | 41     |        | 40     |        |        |        | 39     |        |        |        | 40     |        | 42     |        | 46     |       |
| Quelle    | [ 9 ] | [ 18 ] | [ 11 ] | [ 11 ] | [ 19 ] | [ 20 ] | [ 21 ] | [ 22 ] | [ 23 ] | [ 24 ] | [ 25 ] | [ 11 ] | [ 26 ] | [ 11 ] | [ 27 ] | [ 11 ] | [ 28 ] | [ 11 ] | [ 11 ] | [ 11 ] | [ 29 ] | [ 11 ] | [ 12 ] | [ 30 ] | [ 31 ] | [ 2 ] |

## Religion
Gleißenberg ist seit der Reformation evangelisch-lutherisch geprägt und Sitz der Pfarrei St. Jakobus.